# Arne Gabius
Arne Gabius (ur. 22 marca 1981 w Hamburgu) – niemiecki lekkoatleta specjalizujący się w biegach długodystansowych, uczestnik letnich igrzysk olimpijskich w Londynie (2012).

## Sukcesy sportowe
- sześciokrotny mistrz Niemiec w biegu na 5000 metrów – 2007, 2008, 2009, 2010, 2011, 2012
- dwukrotny mistrz Niemiec w biegu na 3000 metrów – 2009, 2012
- mistrz Niemiec w biegu przełajowym (na długim dystansie) – 2009
- mistrz Niemiec juniorów w biegu na 3000 metrów – 1998
- dwukrotny halowy mistrz Niemiec w biegu na 3000 metrów – 1999, 2000

| Rok  | Miasto     | Zawody                    | Konkurencja     | Wynik         |
| ---- | ---------- | ------------------------- | --------------- | ------------- |
| 2007 | Birmingham | halowe mistrzostwa Europy | bieg na 3000 m  | 9. miejsce    |
| 2012 | Stambuł    | halowe mistrzostwa świata | bieg na 3000 m  | 8. miejsce    |
| 2012 | Helsinki   | mistrzostwa Europy        | bieg na 5000 m  | srebrny medal |
| 2012 | Londyn     | igrzyska olimpijskie      | bieg na 5000m   | eliminacje    |
| 2013 | Moskwa     | Mistrzostwa świata        | bieg na 5000m   | eliminacje    |
| 2014 | Zurych     | Mistrzostwa Europy        | bieg na 5000m   | 7. miejsce    |
| 2015 | Pekin      | Mistrzostwa świata        | bieg na 10 000m | 17. miejsce   |

## Rekordy życiowe
- bieg na 1500 metrów – 3:41,17 – Ratyzbona 07/06/2014
- bieg na 1500 metrów (hala) – 3:45,78 – Sindelfingen 28/01/2007
- bieg na 3000 metrów – 7:35,43 – Sztokholm 17/08/2012
- bieg na 3000 metrów (hala) – 7:38,13 – Karlsruhe 12/02/2012
- bieg na 2 mile (hala) – 8:10,78 – Birmingham 18/02/2012 (rekord Niemiec)
- bieg na 5000 metrów – 13:12,50 – Heusden-Zolder 13/07/2013
- bieg na 5000 metrów (hala) – 13:27,53 – Düsseldorf 29/01/2015 (rekord Niemiec)
- bieg na 10 kilometrów – 28:35 – Hamburg 09/09/2012